# Валенти, Людовико
Людовико Валенти (итал. Ludovico Valenti; 27 апреля 1695, Треви, Папская область — 18 октября 1763, Рим, Папская область) — итальянский кардинал и доктор обоих прав. Секретарь Священной Конгрегации реформ бревиария с 1741 по 1747. Асессор Верховной Священной Конгрегации Римской и Вселенской Инквизиции с 7 июля 1754 по 24 сентября 1759. Епископ Римини с 24 сентября 1758 по сентябрь 1763. Кардинал-священник с 24 сентября 1759, с титулом церкви Санта-Сусанна с 19 ноября 1759 по 20 декабря 1762. Кардинал-священник с титулом церкви Санта-Кроче-ин-Джерусалемме с 20 декабря 1762. 